# Maud Green
Maud Green (6 de abril de 1492 - 1 de diciembre de 1531) fue una noble inglesa, hija y coheredera de Sir Thomas Green de Greens Norton. Fue madre de Catalina Parr y dama de compañía de Catalina de Aragón, sexta y primera esposa de Enrique VIII de Inglaterra.

## Primeros años
Maud nació el 6 de abril de 1492, en Northamptonshire. Fue hija de Sir Thomas Green de Boughton y Greens Norton,  y Jane Fogge, hija de Sir John Fogge. y Jane Fogge, hija de Sir John Fogge.
Su madre murió cuando era pequeña. En algún momento anterior al 11 de junio de 1509, se convirtió en dama de compañía de la reina Catalina de Aragón, la primera esposa de Enrique VIII. Estaba al servicio de la reina constanmente, y como está contaba con aposentos propios en la corte. Se cree que Maud pudo llamar a su hija Catalina en honor a la reina, quien era su madrina.

## Educación
Maud era una mujer inteligente y educada. Además, hablaba un francés fluido. Se le fue confiada la organización de la escuela de la corte donde se formaban la Familia Real y las hijas de las amigas de Catalina. Si bien Maud enseñó a sus hijas a leer y escribir a una edad temprana, es posible que Catalina y Anne aprendieran francés, latín, filosfía, teología y a los clásicos en esta escuela.

## Matrimonio
En 1508, a los dieciséis años, Maud se casó con Sir Thomas Parr, hijo mayor de William Parr y Elizabeth FitzHugh. Se trataba del Sheriff  de Northamptonshire, maestro de la guardia del rey. El matrimoniotuvo tres hijos. Thomas heredó propiedades en el norte de Inglaterra, incluyendo el castillo de Kendal, Westmorland. Sin embargo, el matrimonio siguió residiendo en Strand, Londres. El casitllo necesitaba costosas reparaciones, y los Parr estaban prosperando en la corte, por lo que no era conveniente el traslado. El 11 de noviembre de 157, Thomas murió de sudor inglés. Maud, una acaudalada viuda de veinticinco años, decidió no volver a casarse para conservar la herencia de sus hijos. Se consagró a la educación de sus hijos y a concertar sus matrimonios.

## Descendencia
Antes del nacimiento de Catalina, Maud dio a luz a un hijo varón. Este murió poco después de nacer sin que quedara ningún registro sobre su nombre. El año en el que murió su marido, Lady Parr volvía a estar embarazada, pero la falta de mención de vástago al mundo hace pensar que sufrió un aborto o perdió otro hijo a una temprana edad. Solo tres hijos llegaron a la edad adulta:
- Catalina Parr (1512–5 de septiembre de 1548), reina consorte de Inglaterra e Irlanda, casada con:
  - Sir Edward Burgh, en 1529, en Gainsborough, Lincolnshire, Inglaterra.[8]
  - John Nevill, III barón Latimer, en 1534, en Londres, Middlesex, Inglaterra.[8]
  - Rey Enrique VIII, el 12 de julio de 1543 en Hampton Court, en el oratorio privado de la reina.[9]
  - Sir Thomas Seymour, el 4 de abril de 1547. Tuvieron una hija: Mary Seymour.[10]
- William Parr, I marqués de Northampton (c. 1513–28 de octubre de 1571). Casó tres veces, sin descendencia:[11]
  - Anne Bourchier, VII baronesa Bourchier
  - Elizabeth Brooke
  - Helena Snakenborg.
- Anne Parr, condesa de Pembroke (c. 1515–20 de febrero de 1552), casada, en 1538, con William Herbert, I conde de Pembroke, con quien tuvo dos hijos y una hija.[12]

## Muerte
Maud murió el 1 de diciembre de 153. Fue enterrada al lado de su esposo en la Iglesia de St. Ann, Londres. En su testamento, deja un colgante con una joya en forma de M a su hija Catalina.